# Dobrzenica
Dobrzenica – wieś w Polsce, położona w województwie mazowieckim, w powiecie piaseczyńskim, w gminie Prażmów, nad Jeziorką, dopływem Wisły.
W skład sołectwa Dobrzenica – Błonie wchodzi także wieś Błonie.
| SIMC    | Nazwa    | Rodzaj    |
| ------- | -------- | --------- |
| 0007048 | Rybno    | część wsi |
| 0007054 | Słonawka | część wsi |

W latach 1975–1998 wieś administracyjnie należała do województwa warszawskiego.